# Pak Theszong
Pak Theszong (koreaiul: 박태성, Észak-Korea, 1955. szeptember 14. –) koreai miniszterelnök 2024-től, a Koreai Népi Demokratikus Köztársaság házelnöke mint a Legfelsőbb Népi Gyűlés Prezídiumának elnöke is volt, a Koreai Munkapárt egyik alelnöke.